# Saint-Malo (quartier de Québec)
Pour les articles homonymes, voir Saint-Malo.
Ne doit pas être confondu avec Saint-Malo (Québec).
Saint-Malo est une ancienne municipalité du Québec (1893-1908) devenue par la suite l'un des quartiers de la ville de Québec. De nos jours, ce secteur est inclus dans le quartier de Saint-Sauveur.

## Histoire
La municipalité de village de Saint-Malo est créée le 27 février 1893 par détachement de Saint-Roch-de-Québec-Nord (Acte 56 Victoria chap. 62). La paroisse catholique de Sainte-Angèle-de-Mérici est érigée canoniquement le 1er juillet 1898 sur le même territoire que Saint-Malo. L'église Sainte-Angèle de Saint-Malo est inaugurée le 5 février 1899.
En 1902, une partie de Saint-Malo se détache pour former la municipalité de La Petite-Rivière. En 1908, Saint-Malo est annexée à Québec.

### Maires de Saint-Malo
- 1903-1904 : Louis Pelletier
- 1905- ? : Frédéric Canac-Marquis

### Hommages toponymiques
La rue d'Avaugour portait le toponymie de rue Pelletier entre 1910 et 1917 dans la ville de Québec.

## Origine du nom
Le nom fait référence à la ville de naissance de Jacques Cartier, explorateur français du XVIe siècle ayant pris possession de ce qui deviendra plus tard la Nouvelle-France.

## Aujourd'hui
Il est situé à l'extrémité ouest du quartier Saint-Sauveur et est aujourd’hui un parc industriel.

### Artères principales
- Boulevard Charest
- Avenue Saint-Sacrement
- Rue Saint-Vallier Ouest
- Autoroute Charest (autoroute 440)

### Parcs, espaces verts et loisirs
- Parc Dollard-des-Ormeaux
- Cimetère Saint-Charles
- Parc du Pont Scott
- Parc du Général Vanier

### Édifices religieux
- Église Sainte-Angèle de Saint-Malo
- Église Adventiste de Québec

### Commerces et entreprises
- Parc industriel Saint-Malo

### Lieux d'enseignement
- Commission scolaire de la Capitale
  - École des métiers et occupations de l'industrie de la construction de Québec (ÉMOICQ)[3]